# Білаш Олександр Іванович
Олекса́ндр Іва́нович Біла́ш (6 березня 1931, Градизьк, Глобинський район (нині — Полтавщина), Українська СРР — 6 травня 2003, Київ, Україна) — український композитор жанрів класичної та популярної музики, Народний артист СРСР, Герой України, Лауреат Шевченківської премії.

## Життєпис

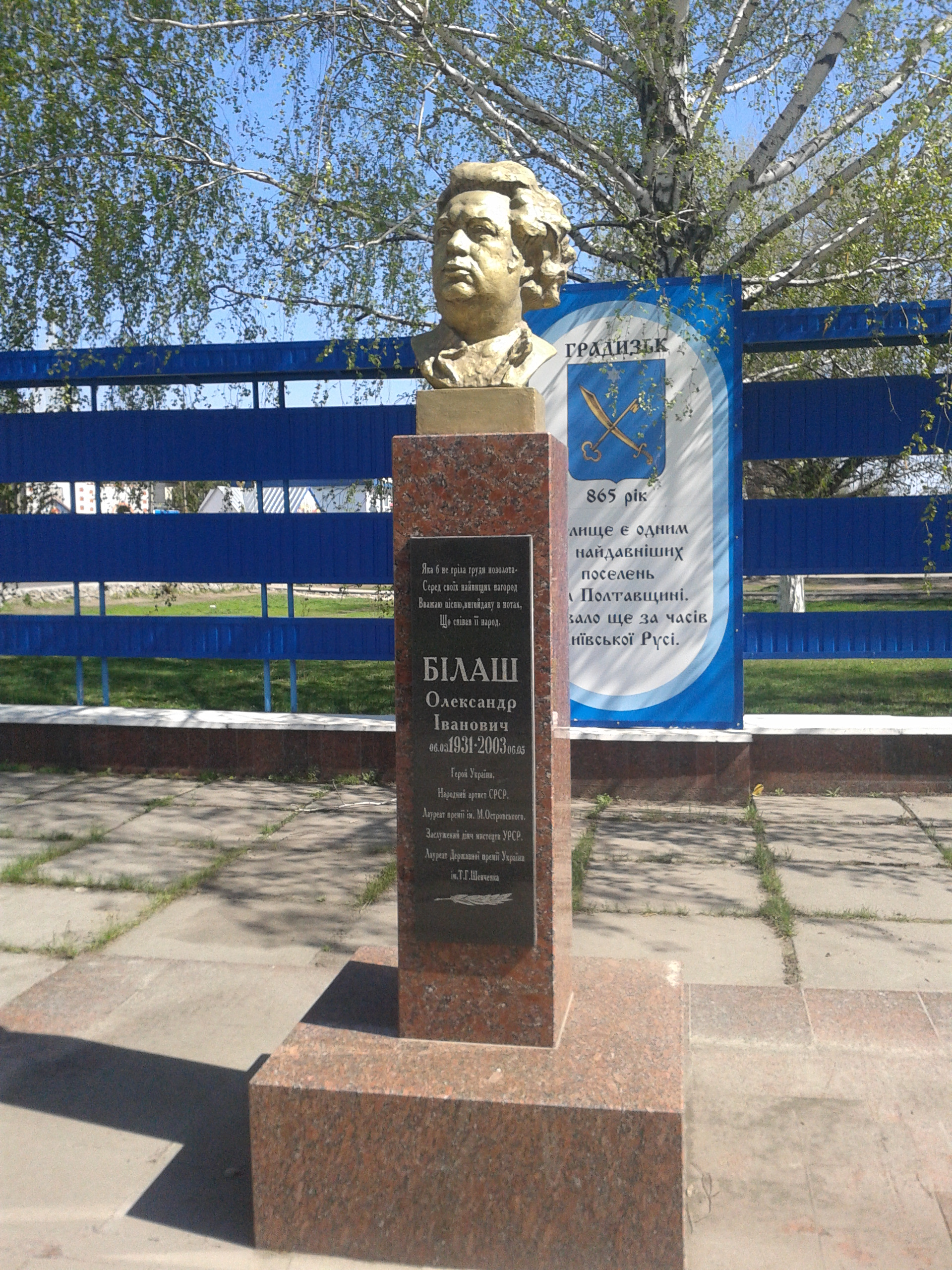
Пам'ятник Білашу в Градизьку. Встановлено навесні 2012 року

Меморіальна дошка на честь Олександра Івановича Білаша на вул. Євгена Чикаленка, 8 у Києві: «де він жив і творив»

Народився 6 березня 1931 року в Градизьку (нині Глобинського району Полтавської області України) в музичній сім'ї: мати — Євдокія Андріївна, її вважали першою співачкою на сільських сходинах, а батько — Іван Опанасович — грав на балалайці, на гітарі і взагалі на всьому, що потрапляло до його рук.
У 1946 році прагнув вступити до Полтавського музичного училища, проте не був зарахований «через відсутність музичного слуху». Рік навчався в Київській музичній вечірній школі, де музику викладали брати Георгій і Платон Майбороди. Розвантажував вагони на станції, підробляв у школах, грав в ресторанах.
У 1948—1952 роках навчався в Житомирському музичному училищі ім. В. С. Косенка. У 1957 році закінчив Київську консерваторію (нині Національна музична академія України імені П. І. Чайковського) по класу композиції у М. М. Вілінського.
У 1956—1961 роках — викладач теорії музики Київського педагогічного інституту ім. М. Горького (нині Національний педагогічний університет імені М. П. Драгоманова).
Найбільш відомий як автор пісень (близько 500). Автор романсів, балад, опери «Гайдамаки» за поемою Тараса Шевченка, оперет, ораторій і музики до кінофільмів. Плідно співпрацював з Симфонічним оркестром Держтелерадіо України під керівництвом Вадима Гнєдаша. Майже всі його твори записані в фонд Українського радіо з цим оркестром. Творчість Білаша О.І. має яскраво виражену спадщину української пісенності. І як доказ того — його творчий здобуток.
Автор 9-ти поетичних збірок, в тому числі «Мелодія» (1977), «Мамине крило» (1999), «Шурась» (2001). Написав музику до кінофільмів «Катя-Катюша», «Сон», «Роман і Франческа», «Небезпечні гастролі». Найпопулярнішими піснями автора вважають «Два кольори» та «Ясени», а також «Сніг на зеленому листі».
В 1971 на студії Укртелефільм був знятий фільм-концерт «Як цвіт весняний…» з піснями Олександра Білаша.
У 1976—1994 роках — голова правління Київської організації Спілки композиторів України. З 1968 року — заступник голови правління Спілки композиторів Української РСР. Член Спілки письменників України (2000). З 1992 року — член Комітету з Державних премій України ім. Т. Шевченка при Кабінеті Міністрів України. Один із засновників Українського фонду культури.
Помер 6 травня 2003 року в Києві після інсульту. Похований на Байковому кладовищі (ділянка № 52а).
В журналі «Перець» № 10 за 1975 рік покладено дружній жарж А. Арутюнянца, присвячений О. Білашу.

## Нагороди та відзнаки
- Лауреат премії імені М. Островського (1967);
- Лауреат Всесоюзної премії Ленінського комсомолу (1968);
- Заслужений діяч мистецтв УРСР (з 1969 року);
- Лауреат Державної премії УРСР імені Т. Г. Шевченка (1975);[5]
- Народний артист УРСР (1977);
- Народний артист СРСР (1990);
- Герой України (2001).

## Твори

### Опери
- «Гайдамаки» (за однойменною поемою Тараса Шевченка, 1965)
- моноопера «Балада війни» (1971)
- моноопера «Сповідь білого тюльпана» (за однойменною поемою Лариси Слюсак)
- «Прапороносці» (1985)

### Ораторія
- «Вишневий вітер» (1989)

### Оперети
- «Легенда про Київ» (1982)
- «Дзвони Росії» (1982)
- «Чиста криниця»
- мюзикл «Пригоди Буратіно»

### Для симфонічного оркестру
«Скерцо», «Весняна сюїта»(1959), балетна сюїта «Буратіно» (1961), поема «Павло Корчагін» (1965)

### Для голосу у супроводі симфонічного оркестру
«Вокаліз» для мецо-сопрано в 5 частинах(1965)

### Романси
- «Кленова алея», слова С. Щипачова.
- «Ви знаєте, як липа шелестить», слова П. Тичини.
- «Было так — я любил и страдал…», слова В. Висоцького (з музики до кінофільму «Небезпечні гастролі»).

### Пісні
- «Віхола», сл. Б.  Олійника
- «Впали роси на покоси», сл. Д. Павличка
- «Два кольори», сл. Д. Павличка
- «Журавка», сл. В. Юхимовича
- «Забіліли сніги», сл. Б.  Олійника
- «Квітоньки ви, квіти», сл. О. Ситника
- «Ой не ріж косу», сл. М. Ткача
- «Сину, качки летять», сл. М. Ткача
- «Цвітуть осінні тихі небеса», сл. А. Малишка
- «Ясени», сл. М. Ткача
- «Мамині руки», сл. М. Ткача
- «Сніг на зеленому листі», сл. М Ткача
- «Ластівка», сл. М. Ткача

### Музика для спектаклів і радіопередач
Написав музику до художнього біографічного фільму про Тараса Шевченка «Сон» (1964, режисер Володимир Денисенко, Київська кіностудія художніх фільмів імені Олександра Довженка). Побудована на українському народному мелосі, вона посилює емоційне звучання твору, сприяє глибшому розкриттю образу поета.
З цієї музики нині часто виконують, як окремий твір, пісню «Лелеченьки» (сл. Д. Павличка).

### Музика для художніх кінофільмів
- 1960 — «Катя-Катюша»
- 1960 — «Роман і Франческа»
- 1962 — «Мовчать тільки статуї»
- 1962 — «Сейм виходить із берегів»
- 1964 — «Сон»
- 1966 — «Бур'ян»
- 1967 — «Київські мелодії»
- 1968 — «На Київському напрямку»
- 1969 — «Небезпечні гастролі» (увертюра, куплети Бенгальського, балада, романс)
- 1969 — «Важкий колос»
- 1970 — «Між високими хлібами»
- 1970 — «Чортова дюжина»
- 1971 — «Лада з країни берендеїв»
- 1973 — «Новосілля»
- 1973 — «До останньої хвилини»
- 1973 — «Повість про жінку»
- 1976 — «Дніпровський вітер» (кіноальманах — новели «Чари-очерети», «На косі»),
- 1983 — «Вир»
- 1985 — «Женихи»
- Легендарний Севастополь
- Дума про місто

### Інше
«Величальна Полтаві» та «Полтавська полька», присвячені батьківщині композитора.

## Громадська діяльність
Був одним з фундаторів Українського фонду культури